# David Venancio Muro
David Venancio Muro Batanero (Madrid, 30 de junio de 1966) es un actor de teatro y televisión español que interpretó a Roberto en la serie de Telecinco Escenas de matrimonio y trabajó en el programa de Telecinco Toma cero y a jugar. Desde 2015 hasta 2021 formaba parte del elenco de la serie Acacias 38, de RTVE, en el papel de Servando. Es hijo del actor Venancio Muro fallecido en 1976.

## Teatro
- El rey que rabió
- Mariano tiene que ser
- La parranda
- No se acuerda
- La taberna del puerto
- Gigantes y cabezudos
- En clave de Ja
- Club de Caballeros
- Por los Pelos

## Musical
- La Truhana
- La viuda alegre
- El hombre de La Mancha (Sancho Panza)
- Arniches 92
- Agua, azucarillos y aguardiente
- La del manojo de rosas
- La rosa del azafrán
- El barbero de sevilla
- Viento de pueblo
- Antología de una zarzuela
- El fantasma de la ópera (M. Irmin)
- La bella y la bestia (Din-Don)
- Cantando bajo la lluvia (R.F. Simpsons)
- Priscilla, Reina del Desierto
- La Gran Vía

## Televisión

### Series
| Año         | Título                   | Cadena               | Personaje                  | Episodios       |
| ----------- | ------------------------ | -------------------- | -------------------------- | --------------- |
| 1994        | ¡Ay, Señor, Señor!       | Antena 3             | Dueño coche                | 1 episodio      |
| 1999        | Petra Delicado           | Telecinco            |                            | 1 episodio      |
| 2001 - 2002 | Cuéntame cómo pasó       | La 1                 | Ramón                      | 4 episodios     |
| 2003        | Aquí no hay quien viva   | Antena 3             | Técnico ascensor           | 1 episodio      |
| 2004        | La sopa boba             | Antena 3             | Fontanero                  | 1 episodio      |
| 2004        | Los 80                   | Telecinco            | José                       | 5 episodios     |
| 2005        | Aída                     | Telecinco            |                            | 1 episodio      |
| 2005        | El comisario             | Telecinco            |                            | 1 episodio      |
| 2005        | Los Serrano              | Telecinco            |                            | 1 episodio      |
| 2005        | Cuéntame cómo pasó       | La 1                 | Cartero                    | 2 episodios     |
| 2006        | Los hombres de Paco      | Antena 3             |                            | 1 episodio      |
| 2006        | Mis adorables vecinos    | Antena 3             |                            | 1 episodio      |
| 2007        | Quart, el hombre de Roma | Antena 3             | Comisario Díaz             | 1 episodio      |
| 2007 - 2009 | Escenas de matrimonio    | Telecinco            | Roberto Pinilla de la Peña | 465 episodios   |
| 2011        | Cuéntame cómo pasó       | La 1                 | Víctor del Pozo            | 2 episodios     |
| 2012        | Los hijos de Mambrú      | YouTube              | Militar                    | 1 episodio      |
| 2013        | El tiempo entre costuras | Antena 3             | Inspector Palomares        | 7 episodios     |
| 2014        | Los misterios de Laura   | La 1                 | Gonzalo Atienza            | 1 episodio      |
| 2015 - 2021 | Acacias 38               | La 1                 | Servando Gallo Muñoz       | 1.483 episodios |
| 2018        | La catedral del mar      | Antena 3             | Pere Esteve                | 1 episodio      |
| 2023        | Mía es la venganza       | Telecinco / Divinity | Miguel Montes              | ¿? episodios    |
| 2025        | La encrucijada           | Antena 3             |                            | ¿? episodios    |

### Programas
- Toma cero y a jugar... (2009-2010). Presentador
- Pasapalabra (2021). Invitado

## Cine
- Torrente 4: Lethal Crisis (Crisis Letal) (2011). Dirigida por Santiago Segura.

## Series para móvil
- Los supervillanos